# Australian Colonies Government Act
L'Australian Colonies Government Act, formalmente noto come Act for the Better Government of Her Majesty's Australian Colonies (italiano: Legge per un governo migliore delle colonie australiane di Sua Maestà) è una legge del 1850, emanata dalla Camera dei Comuni britannica per separare il distretto australiano sud-orientale di Port Phillip dal Nuovo Galles del Sud, in cui invece venne stabilita la colonia di Victoria. Lo scopo dell'Australian Colonies Government Act era quindi quello di migliorare la governabilità delle colonie britanniche in Australia.
Infatti, l'Australian Colonies Government Act fu approvato in risposta alle richieste dei coloni di Port Phillip che non si sentivano adeguatamente rappresentati nel New South Wales Legislative Council (italiano: Consiglio Legislativo del Nuovo Galles del Sud).
La legge, entrata in vigore il 1º luglio 1851, istituiva un Legislative Council di 20 membri eletti a cui si aggiungevano 10 membri nominati dal governatore. Il Government Act dava maggiore autonomia decisionale alle colonie e allo stesso tempo permetteva di promulgare qualsiasi legge che non fosse in contrasto con la legislazione inglese.
Di fatto le colonie assunsero maggiore autonomia, fino ad arrivare ad una forma di autogoverno con sistema bicamerale (nel 1856 presente in tutti gli stati australiani eccetto l'Australia Occidentale).